# 恋人たちの港
「恋人たちの港」（こいびとたちのみなと）は、天地真理通算9枚目のシングル。1974年2月1日発売。発売元はCBS・ソニー（現：ソニー・ミュージックレーベルズ）。売上21万枚

## 収録曲
- 全曲作詞：山上路夫／作曲：森田公一／編曲：竜崎孝路

1. 恋人たちの港
2. 爽やかなあなた

## 収録作品
- GOLDEN☆BEST 天地真理 コンプリート・シングル・コレクション・アンド・モア
- 天地真理 プレミアム・ボックス　-　歌手デビュー35周年記念CD-BOX